# Замосць (Пйотрковський повіт)
Замосць (пол. Zamość) — село в Польщі, у гміні Чарноцин Пйотрковського повіту Лодзинського воєводства.
Населення — 302 особи (2011).
У 1975-1998 роках село належало до Пйотрковського воєводства.

## Демографія
Демографічна структура станом на 31 березня 2011 року:
|          | Загалом | Допрацездатний вік | Працездатний вік | Постпрацездатний вік |
| -------- | ------- | ------------------ | ---------------- | -------------------- |
| Чоловіки | 153     | 29                 | 103              | 21                   |
| Жінки    | 149     | 26                 | 88               | 35                   |
| Разом    | 302     | 55                 | 191              | 56                   |